# 프로젝트 611형 잠수함
프로젝트 611형 잠수함(러시아어: Подводные лодки проекта 611)은 소비에트 연방의 디젤 추진 공격 잠수함이다. 나토에서는 줄루급 잠수함으로 분류한다. 611은 장거리 작전을 위해 대형 잠수함으로 설계되었고 1952년 취역 당시 소련에서 가장 큰 잠수함이었다.

## 개발
611형의 개발은 1947년 루빈 중앙해양공학 설계국에서 시작되었다. 독일의 XXI형 잠수함의 영향을 받았고 1951년 1월 초도함이 완성되었다. 레닌그라드의 수도메흐와 세베로드빈스크의 세브마쉬에서 조선소에서 1958년까지 총 28척이 건조되었다.

## 무장
주무장으로 함수에 533mm 어뢰발사관 6문과 함미 4문을 설치하고, 어뢰22발 및 AMD-1000 기뢰 32기를 탑재한다. 대공무장으로는 57mm SM-243IF 대공포 한문과 25mm 2M8 쌍열 대공포 2문을 갖추었으나 후기형에서는 철거되었다. 탄도미사일 발사형은 R-11FM 탄도미사일(나토 코드: SS-1B 스커드-A) 2발을 탑재한다.

## 개량형
611형 6척이 프로젝트 AV611형으로 개조되어 R-11FM 미사일(나토 코드: SS-1B 스커드-A)을 장착했다. R-11FM 미사일은 소련 최초의 잠수함 발사 탄도 미사일로 액체 연료를 사용하며 재래식 탄두일 경우에는 280km 사거리를 가지나, 핵탄두를 장착했을 시에는 150km 사거리를 갖는다.
R-11FM 미사일은, 1955년 9월 16일 프로젝트 V611형으로 개조된 B-67함에서 성공적으로 발사되었다. B-67함에서 수행된 일련의 시험끝에 R-11FM 미사일은 1959년 2월부터 프로젝트 611형과 프로젝트 629형(나토 코드: 골프 I)에 배치가 시작되어 6척이 프로젝트 AV611형으로 개조되었다.
또한 한 척은 각종 장비의 시험, 연구용으로 사용되었다.
- 프로젝트 V611: R-11FM (나토 코드: SS-1B)미사일 2발을 탑재, 발사 시험용
- 프로젝트 PV611: R-11FM 미사일 수중 발사 시험용
- 프로젝트 AV611: R-11FM 미사일 2발을 탑재
- 프로젝트 P611: P-10 순항미사일 1발 탑재
- 프로젝트 AV611TS: "츠나미-B" 통신체계 시험용
- 프로젝트 611R: "라디안-1" 기뢰 탐재기 시험용
- 프로젝트 611RE: "라스베트" 예인 안테나와 "케르치" 소나 시험용
- 프로젝트 AV611RA: 수중음향 시험용
- 프로젝트 611RU: "루비" 소나 시험용
- 프로젝트 AV611K: 위성 항법시스템 시험용
- 프로젝트 AV611S: 천문 항해 연구용
- 프로젝트 AV611D: 실험적 기뢰부설함
- 프로젝트 AV611E: 수중음향 연구 및 소나 시험용